# Jonathan Stark
Jonathan Stark (* 3. dubna 1971, Medford) je bývalý americký tenista. Byl specialistou na čtyřhru a v roce 1994 se stal světovou deblovou jedničkou v žebříčku ATP. V roce 1994 vyhrál mužskou čtyřhru na Roland Garros, ve dvojici se Zimbabwanem Byronem Blackem. Se stejným spoluhráčem a ve stejném roce se probil do finále Australian Open. V mixu se stal v roce 1994 wimbledonským šampionem, po boku mu tehdy stála Martina Navrátilová. Jeho grandslamovým maximem ve dvouhře bylo 3. kolo a na žebříčku ATP 36. místo. Jeho bilance v Davisově poháru byla: 1 vítězství a 5 porážek. Na turnajích vydělal 3,2 milionu dolarů. Hráčskou kariéru ukončil roku 2001, poté se věnoval trénování.